# Esteban Espinosa
Esteban Espinosa (nascido em 19 de fevereiro de 1962) é um ex-ciclista olímpico equatoriano. Representou sua nação nos Jogos Olímpicos de 1980, nas provas de contrarrelógio (1 000 m) e perseguição por equipes (4 000 m).